# TruNews
TruNews est un site web d'information  d'extrême droite américain et une chaîne détenue et hébergée par Rick Wiles. TruNews publie fréquemment des théories du complot,, en plus de contenus racistes, anti-LGBT, antisémites et islamophobes. Il a été désigné comme un groupe de haine par le Southern Poverty Law Center.

## Histoire
Rick Wiles fonde l'organisation sous le nom d'America's Hope en septembre 1998 en tant que ministère chrétien basé dans la région de Dallas-Fort Worth. Au cours des mois suivants, il parcourt les États-Unis pour parler du déclin moral et dire chercher à empêcher « l'effondrement économique » et « la guerre sur le sol américain ». Le 24 mai 1999, l’organisation réalise sa première émission radiophonique. Après cinq ans de diffusion régulière, la station d'information a brièvement changé de nom pour devenir America Freedom News, avant de s'appeler TruNews en 2004.
En novembre 2019, TruNews est temporairement suspendu de YouTube pour avoir violé ses règles sur la promotion des discours de haine,. Rick Wiles nie que sa rhétorique ait une intention antisémite et accuse George Soros d'avoir organisé une campagne contre lui. En février 2020, TruNews a été définitivement banni de YouTube.

## Contenu
En octobre 2014, TruNews affirme que la propagation du virus Ebola « pourrait résoudre les problèmes de l'Amérique en matière d'athéisme, d'homosexualité, de promiscuité sexuelle, de pornographie et d'avortement »,. Fin janvier 2020, Rick Wiles déclare que le COVID-19 était « l’ange de la mort » de Dieu et que « les fléaux sont l’une des dernières étapes du jugement ».
TruNews est connu pour promouvoir des théories du complot racistes et antisémites. Le site Web a souvent décrit le président Barack Obama comme un « démon de l'enfer ». Obama, a-t-il affirmé alors que l'ancien président était en fonction, était le « djihadiste en chef » qui « menait le djihad contre les États-Unis depuis l'intérieur de la Maison Blanche » et a assassiné le juge de la Cour suprême Antonin Scalia comme un « sacrifice païen ».
En 2017, parmi les invités de TruNews, certains prétendent que le président Bill Clinton est un cannibale mangeur de chair, ce qui l'a conduit à contracter des maladies. Un autre affirme que la reine Élisabeth II du Royaume-Uni est une « personne-lézard » qui a fait assassiner Diana, princesse de Galles, parce que la princesse était en train de révéler que la famille royale était impliquée dans le satanisme. Il est par ailleurs affirmé dans ce même média qu'Israël et la « mafia juive » avaient fait assassiner le président John Fitzgerald Kennedy. Une autre édition du programme de Rick Wiles affirme qu'Israël et la « synagogue de Satan » poussaient les États-Unis à mener des guerres en leur nom.
Sur TruNews, Rick Wiles affirme que les effets de l'Ouragan Harvey sur la ville de Houston, au Texas, en septembre 2017 résultent de la « dévotion LGBT » de Houston,.
En novembre 2019, il déclare que les audiences du Congrès concernant la destitution de Donald Trump sont « infestées de Juifs » et constituaient un « coup d'État juif ». Il a affirmé : « C'est ainsi que fonctionnent les Juifs. Ce sont des trompeurs. Ils complotent, ils mentent, ils font tout ce qu'ils doivent faire pour accomplir leur programme politique » et a affirmé que les États-Unis seraient en état de guerre civile avant Noël 2019. Des millions de chrétiens seraient alors assassinés par les Juifs.